# Opération Flax
Campagne de Tunisie de la Seconde Guerre mondiale
Batailles
- Course pour Tunis
- Ligne Mareth
- Sidi Bouzid
- Kasserine
- Sejnane
- Ochsenkopf
- Capri
- Ksar Ghilane
- Pugilist
- El Guettar
- Wadi Akarit
- Longstop Hill
- Hill 609
- Vulcan
- Flax
- Retribution
- Strike

L'opération Flax,,,, est une opération aérienne alliée menée pendant la campagne tunisienne, dans le cadre de la grande campagne nord-africaine de la Seconde Guerre mondiale. L'opération visait à couper les lignes d'approvisionnement aérien entre l'Italie et les armées de l'Axe à Tunis, en Tunisie, en avril 1943. L'effort naval allié parallèle était l'opération Retribution.
En novembre 1942, les forces américaines et britanniques débarquent en Afrique du Nord dans le cadre de l'opération Torch. Les poussées alliées ont envahi le Maroc français et l'Algérie, tout en avançant en Tunisie. Le danger pour les puissances de l'Axe était maintenant évident. Les forces alliées avançant vers l'est et la 8e armée britannique avançant vers l'ouest après la victoire de la deuxième bataille d'El Alamein, piégeront et détruiront les forces restantes de l'Axe en Afrique du Nord. En réponse à la crise et au mauvais état des forces de l'Axe, des renforts pour l'Afrikakorps, l'armée italienne et la Luftwaffe sont dépêchés par voie maritime et aérienne. Ces renforts ont dûment évité une défaite immédiate en Tunisie, la dernière région encore aux mains des forces de l'Axe. Le mauvais état des routes et des voies ferrées en Algérie confrontèrent les forces alliées à des défis logistiques difficiles permettant à l'Axe de préparer une défense. L'inexpérience des forces américaines se manifesta également lors de la bataille de Kasserine. Néanmoins, le nombre croissant et l'expérience des forces alliées serra l'Axe vers la pointe nord de la Tunisie. La Royal Air Force (RAF) et la Royal Navy opérant à partir de Malte firent un lourd tribut dans les voies de navigations de l'Axe. Cependant, leurs provisions atteignirent toujours l'Afrikakorps assiégé par voie aérienne. Début avril, de grandes quantités de main-d'œuvre de l'Axe furent également évacuées par voie aérienne. Bien que les Alliés aient détenu la supériorité aérienne à cette époque, les transports de la Luftwaffe opéraient en toute impunité dans l'obscurité.
Afin d'éviter cela, les forces aériennes alliées — la RAF et l'USAAF — ont reçu l'ordre de mener des opérations contre la puissance aérienne de l'Axe de jour comme de nuit afin d'empêcher leur ravitaillement ou leur retrait. En raison du mauvais temps et de la nécessité de recueillir des renseignements, l'opération, baptisée « Flax », n'a commencé que le 5 avril. Malgré une résistance déterminée de l'adversaire lors de batailles aériennes à grande échelle, les forces aériennes alliées réussirent à détruire la liaison aérienne entre la Sicile et l'Italie tenues par l'Axe. Au cours de l'opération, une bataille aérienne connue sous le nom Palmsonntag Massaker (« Massacre du dimanche des Rameaux ») du 18 avril, les flottes de transport allemandes du Junkers Ju 52 subirent de lourdes pertes au-dessus du cap Bon lors de l'évacuation des forces de la Heer s'échappant de l'offensive terrestre alliée Vulcan. L'opération aérienne se poursuivit jusqu'au 27 avril et fit beaucoup de mal au soutien logistique de l'Axe. Parallèlement à la tentative de pont aérien pendant la bataille de Stalingrad, l'opération Flax infligea de telles pertes aux flottes de transport allemandes qu'ils ne purent reprendre l'avantage,.